# Медоув'ю (Вірджинія)
Медоув'ю (англ. Meadowview) — переписна місцевість (CDP) в США, в окрузі Вашингтон штату Вірджинія. Населення — 861 особа (2020).

## Географія
Медоув'ю розташований за координатами 36°45′59″ пн. ш. 81°52′23″ зх. д. / 36.76639° пн. ш. 81.87306° зх. д. (36.766383, -81.873044).  За даними Бюро перепису населення США в 2010 році переписна місцевість мала площу 12,01 км², з яких 11,99 км² — суходіл та 0,01 км² — водойми.

## Демографія
Згідно з переписом 2010 року, у переписній місцевості мешкало 967 осіб у 396 домогосподарствах у складі 262 родин. Густота населення становила 81 особа/км².  Було 455 помешкань (38/км²).
Расовий склад населення:
| - 95,1 % — білих - 2,6 % — чорних або афроамериканців - 0,2 % — азіатів |

До двох чи більше рас належало 1,7 %. Частка іспаномовних становила 1,6 % від усіх жителів.
За віковим діапазоном населення розподілялося таким чином: 20,0 % — особи молодші 18 років, 64,3 % — особи у віці 18—64 років, 15,7 % — особи у віці 65 років та старші. Медіана віку мешканця становила 44,1 року. На 100 осіб жіночої статі у переписній місцевості припадало 99,4 чоловіків;  на 100 жінок у віці від 18 років та старших — 96,9 чоловіків також старших 18 років.
Середній дохід на одне домашнє господарство  становив 49 028 доларів США (медіана — 39 219), а середній дохід на одну сім'ю — 63 281 долар (медіана — 60 227). Медіана доходів становила 40 227 доларів для чоловіків та 34 250 доларів для жінок. За межею бідності перебувало 22,0 % осіб, у тому числі 47,7 % дітей у віці до 18 років та 4,1 % осіб у віці 65 років та старших.
Цивільне працевлаштоване населення становило 528 осіб. Основні галузі зайнятості: освіта, охорона здоров'я та соціальна допомога — 19,7 %, роздрібна торгівля — 15,5 %, виробництво — 12,3 %, будівництво — 11,2 %.